# Gijsbrecht Arnt Pieck
Gijsbrecht Arnt Pieck (overleden in 1493 te Zaltbommel) was een vijftiende-eeuwse roofridder uit het adelsgeslacht Pieck. Hij was betrokken bij de Gelderse Onafhankelijkheidsoorlog.

## Biografie
Gijsbrecht Pieck werd in het gezin van Arnt Pieck en Belia van Polanen geboren. Hij was ambtsman van Tieler- en Bommelerwaarden en heer van half Asperen en Zuilichem.
Pieck was op 12 maart 1480 aanwezig bij het sluiten van het verdrag tussen Frankrijk en de hertog van Gelre inzake een militair bondgenootschap tegen Oostenrijk en het hertogdom Kleef. Datzelfde jaar riep hij de bevolking van Asperen te wapen tegen de Bourgondiërs die het kasteel van Wessel van Boetzelaer hadden bezet. In het gevecht hij aanging  werd het leger van Pieck verslagen en moest hij vluchten. Hij verloor zijn deel van Asperen, inclusief zijn kasteel, maar verzoende zich met Karel de Stoute en kreeg daardoor zijn deel terug.
Hij raakte daarna in een machtsstrijd verwikkeld met zijn jongere broer Walraven die Gelres gezind was. Hij werd daarbij gesteund door zijn andere broer, Cornelis. Het Hoge Huis speelde een belangrijke rol in dit conflict. Walraven had het kasteel en andere goederen geërfd. Zijn broers vonden dat ze benadeeld waren en begonnen een strijd met Walraven. Het Hoge Huis werd in 1492 door Cornelis en een bende Hollanders ingenomen. Walraven werd gevangengezet. Gijsbrecht liet Cornelis het kasteel houden en begon aan het hoofd van een legerbende een rooftocht door de streek, waarbij hij dorpen brandschatte en in 1493 de norbertijnerabdij Mariënwaerdt plunderde. Hij werd tijdens een van zijn rooftochten gevangengenomen en in de abdij opgesloten. 
Karel van Gelre belegerde ondertussen het Hoge Huis al zeventien weken en probeerde zelfs met Gijsbrecht als gijzelaar Cornelis Pieck te dwingen om het kasteel over te geven. Cornelis weigerde, waarop de hertog Gijsbrecht in Zaltbommel op een fluwelen kleed liet onthoofden. Kort daarop werd Walraven dood in zijn cel gevonden. De hertog maakte in 1511 abrupt een einde aan het bewind van Cornelis door het kasteel met vierhonderd man bij een verrassingsaanval te veroveren.

## Huwelijk en kinderen
Gijsbrecht trouwde in 1460 met Josina van Herlaer, vrouwe van Zuilichem, dochter van Arend en Lijsbeth van Brakell. Kinderen: 
- Frederik, heer van half Aperen, Zuilichem (1481) en het Hoge Huis (1515), ambtman van Beesd en Rhenoy. Hij stierf omstreeks 1518 kinderloos.
- Wilhelmina, erfgename van van haar broers, vrouwe van Zuilichem, het Hoge Huis en de amnbtmannie van Beesd en Rhenoy. Trouwde in 1499 met Evert van Doerne.

Gijsbrecht hertrouwde met Adriana van Haeften van Rhenoy, dochter van Nicolaas en Catharina de Cock van Opijnen.